# Monica Mattos
Monica Mattos (* 6. November 1983 in São Paulo, Brasilien als Mônica Monteiro da Silva) ist eine brasilianische Fernsehmoderatorin und ehemalige Pornodarstellerin. 
Sie begann ihre Karriere als Darstellerin in Hardcore-Pornofilmen 2003 in Brasilien und war ab 2005 auch in den USA tätig. Sie wirkte in Pornofilmen der Produktionsunternehmen Evil Angel, New Sensations und 3rd Degree mit.

## Filmografie (Auswahl)
- 2006: Young Brazilian Cuties
- 2007: Viva Latina
- 2007: Brazilian Heat
- 2008: Smokin Hot Latinas 2
- 2008: Made in Brazil

## Auszeichnungen
- 2007: Adam Film World Guide Award – Best Latin Starlet
- 2008: AVN Award – Female Foreign Performer of the Year[1]